# Didrik Ferdinand Didrichsen
Didrik Ferdinand Didrichsen (né le 3 juin 1814 - mort le 20 mars 1887) est un botaniste danois.
Il participe en tant que botaniste à la première des trois expéditions scientifiques danoises, l'expédition du Galathea (1845-1847).